# 장세욱
장세욱(張世旭, 1991년 7월 16일 ~ )은 대한민국의 태권도 선수이다. 2010년 아시안 게임 태권도 68kg급에서 은메달을 획득하였다.

## 실적
- 2010년, 제19회 아시아선수권대회 2위
- 2010년 광저우 아시안게임 은메달
- 2011년 경주세계태권도선수권대회 남자68kg급 국가대표
- 2013년 제4회 아시아대학 태권도선수권대회 68kg급 1위